# Niels Hjersing Clementin
Niels Hjersing Clementin (1. december 1721-4. januar 1776), var en dansk skuespiller. 
Clementin blev født i Hvorslev i Jylland, hvor faderen, Søren Jacobsen Clementin (død 1729), var præst. Han blev holdt til bogen, studerede teologi, men fik næppe eksamen, om han end efter Frederik Schwarz’ udsagn ofte har prædiket. Denne fortæller også, at Clementin i sit 27. år lagde teologien på hylden for at blive aktør. Han meldte sig i 1747 hos Thielo, gjorde prøve, men blev befunden ubekvem for skuepladsen og fik så en ansættelse i von Qvotens selskab. Det forholder sig dog næppe således. 
Clementin må snarere antages straks at have meldt sig hos den tyske teaterentreprenør, men hvilken rolle han har spillet på teatret i Store Kongensgade, lader sig ikke afgøre. Adskilligt taler for, at han allerede der – f.eks. i Den stundesløse – kan have haft lejlighed til at vise sit store talent, som skaffede ham Hortulans og Utilia van Manders venskab og fik den sidstnævnte til at anbefale ham til de danske aktører, da hun selv fik engagement hos dem. 
Det er vanskeligt at afgøre, om Clementin har medvirket ved den første forestilling på Det Kongelige Teater 18. december 1748 eller ej. Rimeligst er det, at han den aften har spillet skrædderen i Dobleren og muligvis også Philidor i De tre rivaler, for hvilke roller han står opført i de ældre regiebøger, om dette end kolliderer noget med Overskous udsagn om, at Clementins talent i begyndelsen ikke var rigtig kendt, fordi han måtte spille officerer og spradebasser, der slet ikke lå for ham. Der var overhovedet på hin tid så fåtalligt et personale, at Clementin vistnok har været medvirkende på åbningsaftenen. 
Der gik som sagt tid, før man fik øjet op for Clementins betydning. Nødvendigheden har rimeligvis bevirket, at man tildelte ham gammelmands- eller de såkaldte "Kaabe-Roller", og han gik langsomt, men sikkert frem, arbejdede ihærdig, forsømte aldrig sin tjeneste, var ikke som sine kolleger stamgæst paa vinkælderen, men derimod et mønster til efterlevelse. "Saa lidet som hans Anlæg i Begyndelsen var til at blive Skuespiller," – skriver Schwarz i sin korte Nekrolog over ham – "saa meget mere tog han siden til i Fuldkommenhed, saa at han omsider blandt fremmede blev agtet for den største Skuespiller i sit Fag, som nogen Skueplads har kunnet fremvise i de første hundrede Aar." 
Og til denne Ros slutter Rosenstand-Goiske sig. Ikke en, men flere gange kalder han i sin Dramatiske Journal Clementin "vor første Aktør" og bliver ikke træt af at sige om ham, at han er "uforbederlig", hvilket i jurnalens srog vil sige det samme som, at han ikke kan blive bedre. Clementin spillede første gang 21. januar 1750 Vielgeschrey i Den Stundesløse, og en anekdote vil vide, at Holberg havde givet ham anvisning på at se en renteskriver, der var et pragtexemplar af et stundesløst menneske. Denne rolle blev Clementins mest berømte, og efter den kom Mester Herman i Den Politiske Kandestøber, hvilken han første gang spillede 13. februar 1750. 
Rosenstand-Goiske roste ham stadig, men kunde dog i Journalen af og til give ham et vink, og det tjener til Clementins ære, at han lagde sig sligt på sinde. Blandt Clementins roller, der i antal ikke vare så mange, kunne særlig fremhæves Jeronimus i Maskeraden og i Den honnette Ambition, Polidor i "Det arabiske Pulver", titelrollen i Ulysses von Ithacia, Harpagon i Gnieren, Argan i Den indbildte syge og Argante i Scapins Skalkestykker. Med rette hed det derfor: "Med ham døde Molières Harpagon og Holbergs Vielgeschrey". Han hørte til de højstlønnede skuespillere med 6 Rdl. om ugen og måtte for den gage tillige være en art teaterinspicient. 
Endnu i sit 70. år glødede Schwarz af begejstring ved at mindes ham og udbrød: "Hvad jeg har været i mine gamle Mænd, takker jeg Clementin for, han var mit Mønster, han var en stor Mand!" I begyndelsen af sæsonen 1775-76 udførte Clementin, der året i forvejen havde skrantet stærkt, flere af sine ypperste roller, men havde selv en fornemmelse af, at det lakkede mod enden, og da han 4. december 1775 skulde spille Geronte i Det gavmilde Testament, ytrede han før forestillingen til sin hustru, at det vist blev hans sidste rolle. Månedsdagen derefter drog han sit sidste suk. 13. september 1753 havde han ægtet Sophie Magdalene Schrøder, der døde 1796, 61 år gammel.